# Bear Mountain (New York)
Pour les articles homonymes, voir Bear Mountain.
Bear Mountain est une montagne située dans le parc d'État de Bear Mountain, sur la rive ouest du fleuve Hudson.
Le parc est situé dans la région de Palisades, entre la ville de Kingston (dans l'État de New York) au nord et la frontière avec le New Jersey au sud.